# Вітальня
Вітальня, -і, ж. Спеціально умебльована кімната для приймання гостей. Вітальня (лаунж, зал/ зала, салотто; застаріле — салон) це кімната для прийому гостей, читання, перегляду ТБ та ін. В типовій вітальні присутні: диван і зручні крісла (м'яка частина)та невеличкий «кавовий / журнальний» столик, стіл зі стільцями (обідня зона), книжкові шафи, телевізор, стереосистема та інше обладнання для розваг (пр. домашній кінотеатр), лампи, килими, інші меблі та предмети декору.

## Вітальня в Англії
В англійській вітальні (з англ. sitting room, lounge room, living room) обов'язковим елементом є камін.

## Вітальня в США
Американці в основному мають дві вітальні (англ. living room) — одна для прийому гостей, для формального спілкування та відпочинку, інша ж — сімейна чи ігрова кімната (англ. family room, recreation room) — використовується для щоденного спілкування та спільного проведення часу членами сім'ї. Останнім часом популярним стає також термін «велика кімната» — це сімейна кімната з «відкритою» кухнею (кухонним куточком) та іноді з склепінчастою стелею.

## Вітальня в Японії
В традиційній вітальні японці сидять на татамі замість крісел.